# Виктор Јастребов
Виктор Јастребов (укр. Віктор Анатолійович Ястребов; Надвирна, 13. јануар 1982) је украјински атлетичар специјалиста за такмичења у троскоку.
Након учешћа на Олимпијским играма 2004. у Атини, завршио девети на Светском првенству у Хелсинкију 2005 и седми на Европском првенству 2006 у Гетеборгу.
Учествовао је и на Летњим олимпијским грама 2008. у Пекингу, Светском првенству 2009. у Берлину и Светском првенству у дворани 2010. у Дохи, али без значајнијих резултата.

## Лични рекорди
на отвореном
- 17,32 м Кијев, 13. јун 2004.

у дворани
- 17,25 м Торино, 7. март 2009.